# Краевский, Владислав Францевич
Владислав Францевич Краевский (29 июля 1841, Варшава, Царство Польское — 1 марта 1901, Санкт-Петербург, Российская империя) — российский доктор медицины, педагог и популяризатор спорта. Основатель Санкт-Петербургского велосипедно-атлетического общества, крупнейшего спортивного объединения России в конце XIX века.
Получил прозвище «Отец русской атлетики». Его девиз — «занятие с отягощениями — есть средство от всех болезней, развитие красивого и гармоничного тела».

## Биография
Краевский происходил из польских дворян, но имений (родовых или благоприобретённых) не имел.
В 1865 году окончил факультет медицины Императорского Варшавского университета и переехал в Санкт-Петербург, где был назначен врачом Спасской административной части.
В 1866 году (22 июня—22 сентября) активно участвовал в борьбе со свирепствовавшей в Санкт-Петербурге эпидемией холеры, после чего 6 февраля 1867 года приказом МВД назначен врачом-ординатором в Максимилиановскую градскую лечебницу в чине титулярного советника.
В мае 1869 года переведён в Калинкинскую градскую больницу, 10 декабря 1869 года назначен на должность сверхштатного врача при Дирекции Императорских театров в Санкт-Петербурге, входившую в ведомство Министерства императорского двора, 6 февраля 1870 года за выслугу лет получил чин коллежского советника.
В августе 1870 года поступил на службу в департамент медицины МВД Российской империи на должность младшего чиновника, с разрешением при этом остаться сверхштатным врачом при Дирекции императорских театров.
В 1873 году Краевскому присвоен чин коллежского асессора, 6 февраля 1874 года — надворного советника, 7 апреля 1879 года — коллежского советника, 1 апреля 1887 года — статского советника.
В 1870, 1876, 1879—1880 годах и позже Краевский выезжал в отпуск за границу, где, в частности, знакомился с постановкой физического воспитания и развитием спорта в странах Европы (Австро-Венгрия, Германия, Италия, Испания). Его интересовала возможность использования средств физической культуры для профилактики и лечения заболеваний.

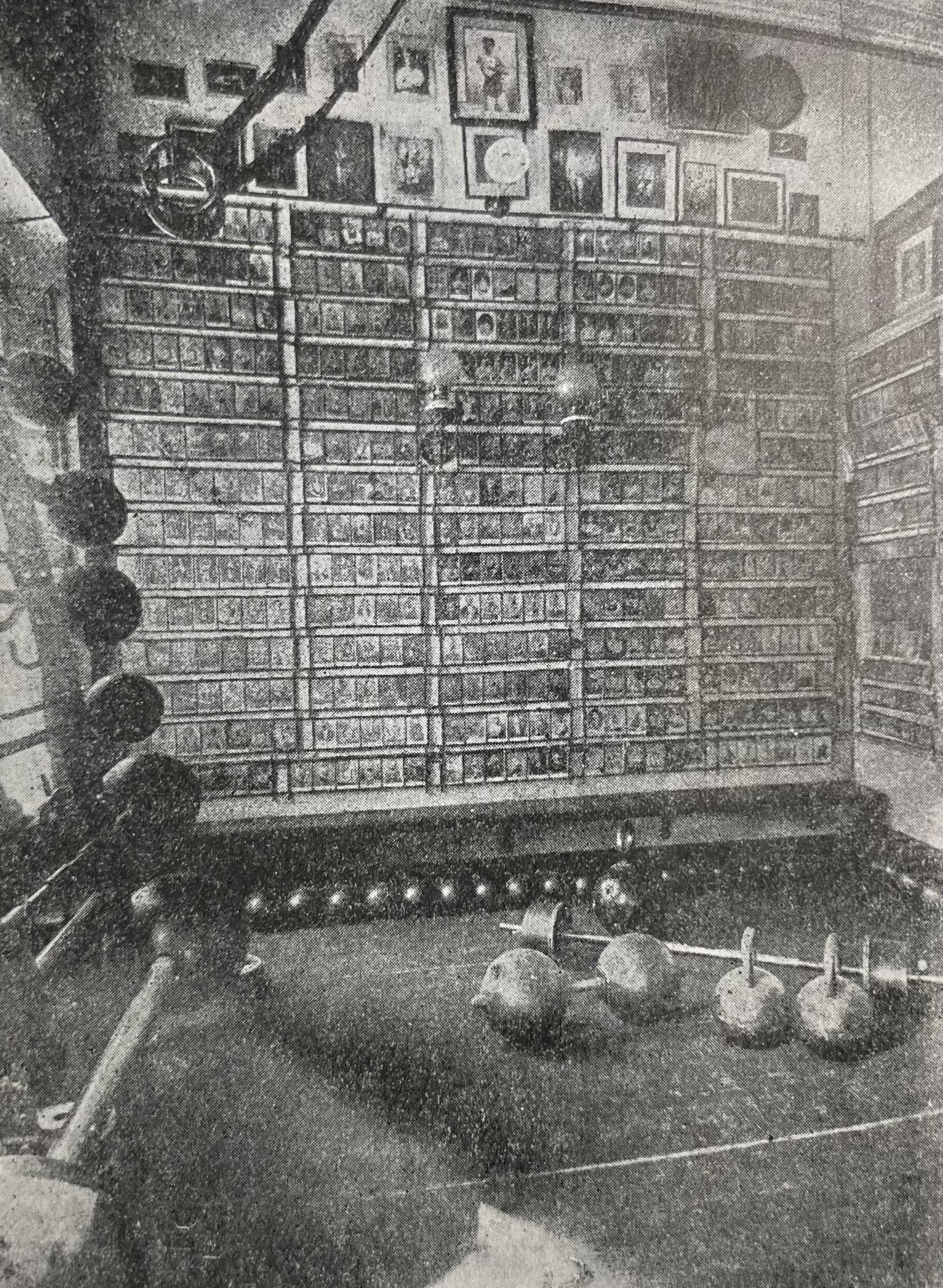
Атлетический кабинет доктора Краевского

Краевский занимался обширной врачебной и научной практикой и пришёл к выводу, что любые физические упражнения (особенно с отягощениями) хорошо влияют на организм человека, оздоравливают его и предохраняют от заболеваний.
В 1883 году в Москве было открыто «Русское гимнастическое общество», учредителями которого стали Г. Крестовников, промышленники братья Морозовы, А. Чехов и В. Гиляровский.
Назначен дежурным врачом при Дирекции Императорских театров в Санкт-Петербурге 1 августа 1887 года и занимал эту должности до 1889 года.
В 1890 году Краевский был произведён в статские советники.
В 1880—1889 годах, после увольнения из Министерства внутренних дел, Краевский вёл большую частную врачебную практику, успешно сочетая её с научной и общественно-педагогической деятельностью как член правления Российского общества экспериментальной психологии, организатор и руководитель тяжёлоатлетического кружка.
10 (23) августа 1885 года Краевский создал «кружок любителей атлетики», популяризируя здоровый образ жизни; этот день стал «днём рождения российского атлетизма». Сразу же появились талантливые атлеты, способные на равных конкурировать с зарубежными спортсменами.
В 1893 году, продолжая активно заниматься спортом, несмотря на возраст, Краевский показал отличные силовые результаты: жим штанги двумя руками — 90 кг, толчок — 105 кг. При весе в 81 кг и росте в 172 см обхват рук доктора составлял 42 см.
На торжестве, посвящённом десятилетию кружка и состоявшемся 13 января 1896 года, от имени кружка в приветственной речи Г. И. Рибопьер впервые назвал Краевского «отцом русской атлетики». С этого дня члены кружка решили собираться 13 января ежегодно и присуждать «медаль имени Краевского» лучшему и всесторонне развитому атлету. Желающих заниматься спортом становилось так много, что в этом же году кружок был преобразован в городскую организацию. Государственной поддержки в развитии спорта в то время не было.
В 1896—1899 годах Краевский обосновал выводы о пользе физических упражнений в двух основных работах:
1. «Катехизис здоровья. Правила для занимающихся спортом», которая была допущена цензурным комитетом к печати 9 декабря 1899 года, но не издана; сохранилась лишь рукопись;
2. «Развитие физической силы без гирь и при помощи гирь» — рукопись была одобрена цензурным комитетом 25 мая 1899 года, книга издана в 1900 году и трижды переиздавалась после смерти автора (1902[5], 1909, 1916).

В 1897 году Краевский создал «Санкт-Петербургский атлетический и велосипедный клуб», председателем которого он был до своих последних дней. Президентом клуба был Великий князь Владимир Александрович. С этого года стали проводиться чемпионаты России по тяжёлой атлетике; первый чемпионат прошёл 15—26 апреля 1897 года в Петербурге на Михайловском манеже. Участие в нём приняли пять атлетов от трёх городов без разделения на весовые категории и без подсчёта общей суммы веса, взятого во всех упражнениях. Победитель определялся по максимально взятому весу в каждом из упражнений; инвентарём служила разборная штанга с невращающимся грифом. Одновременно разыгрывался чемпионат России по французской борьбе. Председателем жюри был В. Краевский, секретарём — М. Майер.
В 1899 году российские тяжелоатлеты вышли на мировую арену.

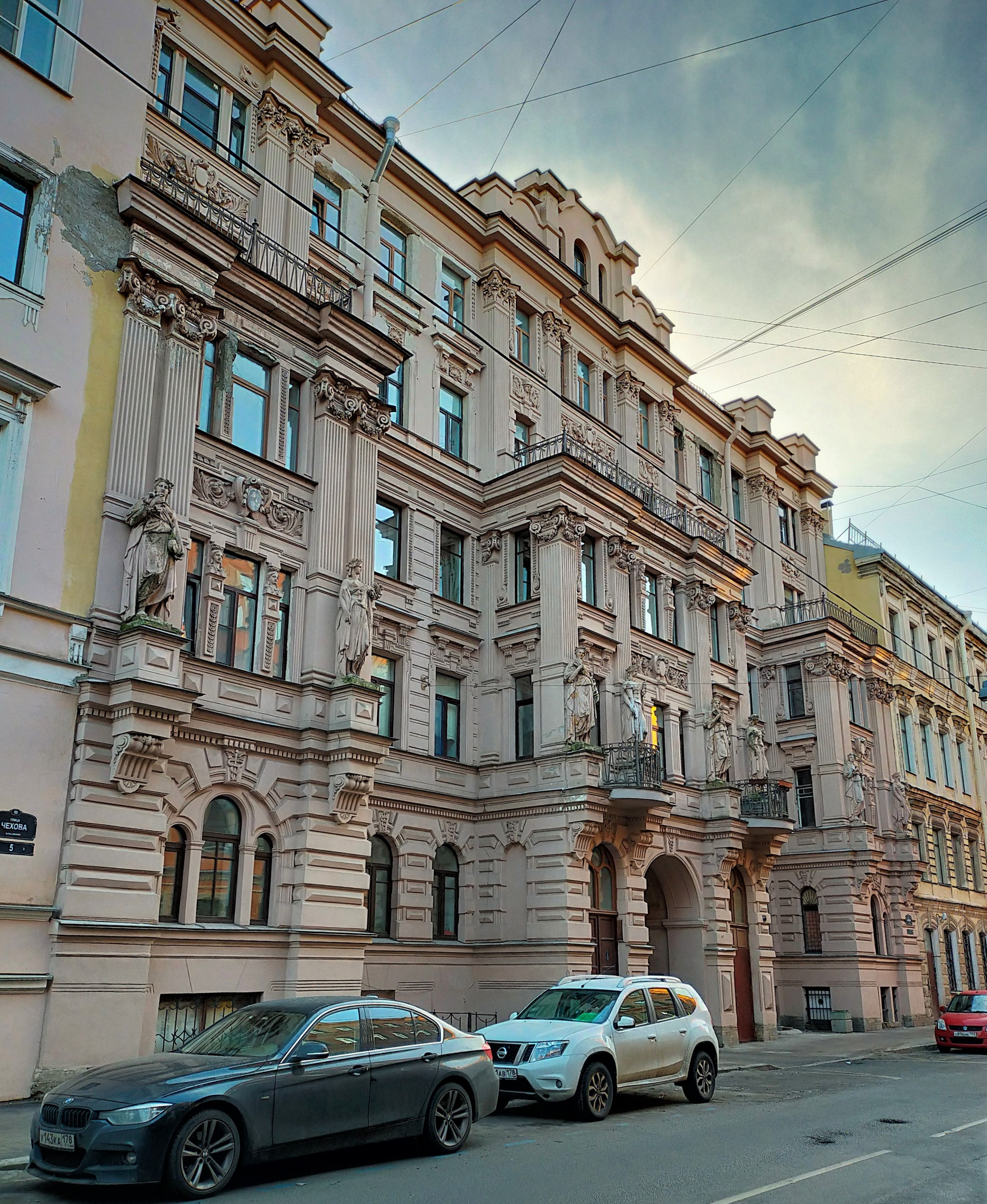
Доходный дом Краевского в Санкт-Петербурге

В последние годы жизни Краевский служил врачом при Императорских театрах.
В сентябре 1900 года Владислав Францевич Краевский возвратился из заграничной поездки, полный новых замыслов, но трагическая случайность оборвала его жизнь. В октябре 1900 года он, переходя через Аничков мост, упал и сломал ногу.
В 1901 году, проболев осень и зиму, 1 марта Краевский скончался от апоплексического удара (по словам Г. Гаккеншмидта).
Согласно газетным некрологам, помещённым родственниками и комитетом Санкт-Петербургского атлетического и велосипедного клуба, В. Ф. Краевский похоронен на Выборгском католическом кладбище. На его могиле была помещена плита с атлетическими изображениями (автор — И. Г. Мясоедов).
В 1913 году начинания Краевского продолжил председатель спортивного общества «Sanitas» («Санитас») Л. А. Чаплинский.
В 1930-х годах при ликвидации Выборгского католического кладбища прах В. Ф. Краевского вместе с надгробием был перенесён на Смоленское лютеранское кладбище.
В 1979 году в Ленинграде проходили соревнования на летней Спартакиаде народов СССР по тяжёлой атлетике. Надеясь, что будет организована поездка её участников на могилу Краевского, А. Н. Воробьёв с небольшой группой предварительно отправился на Смоленское лютеранское кладбище, но не обнаружил ни плиты, ни могилы Краевского. Оказалось, что дней за десять до этого неизвестные грабители-вандалы попытались похитить плиту, но не смогли вынести её с территории кладбища и бросили в кустах. Позднее М. Аптекарь отыскал эту плиту.

## Философия тренировок

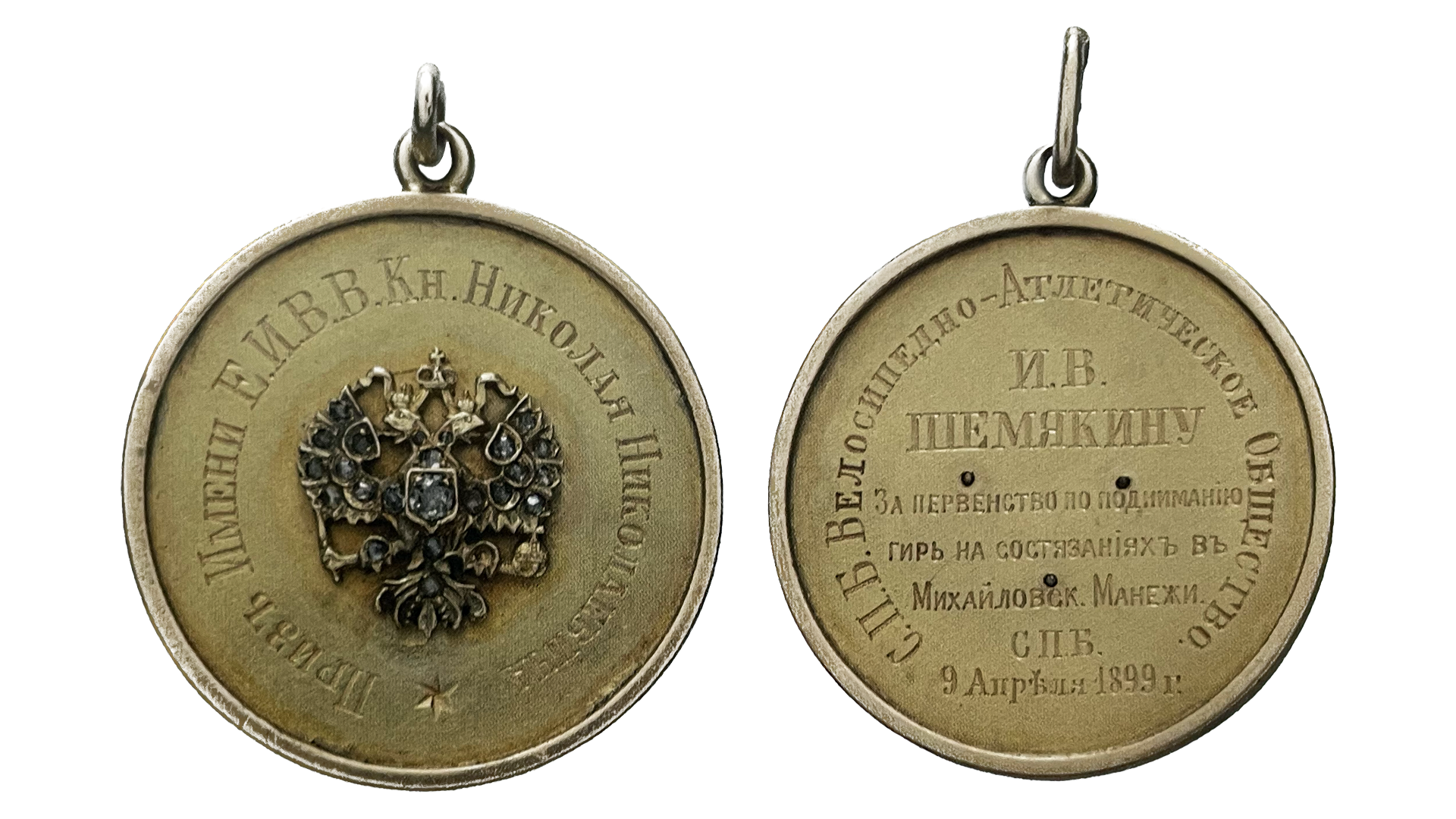
Жетон Санкт-Петербургского велосипедно-атлетического общества Ивану Шемякину, 1899 год

В кружок Краевского принимались все желающие стать сильными и красивыми, а также улучшить состояние здоровья. Взамен Краевский лишь требовал отказаться от вредных привычек, «…теория наследственности — не пустой звук… Развивая свои физические силы, конечно систематически и разумно, мы являемся родителями сильных и здоровых детей», — подчёркивал Краевский. Его не интересовало имущественное, сословное или общественное положение, религиозные взгляды и национальная принадлежность тренирующихся, в то время такое явление было чем-то необычным. Занимающиеся считались гостями и часто после тренировок оставались на ужин у доктора, а некоторые ученики подолгу жили на квартире Краевского, оборудованную под спортивный зал, на его полном обеспечении, вспоминали спустя годы Гвидо Мейер, Г. Гаккеншмидт и другие.
Краевский сам проводил занятия по поднятию тяжестей, уделяя серьёзное внимание формированию навыка правильного дыхания, способам преодоления утомления и учёту тренировочной нагрузки занимающихся. Для этого он вёл дневники тренировок, по которым с поражавшей учеников точностью предсказывал какой вес отягощения сможет поднять атлет.
Среди талантливых учеников был и знаменитый борец из Эстляндской губернии Георг Лурих, которого Краевский обучал технике тяжёлоатлетических упражнений, и тот показал высокий результат в толчке штанги правой рукой — 121 кг.
Краевский индивидуально определял объём и интенсивность тренировочных нагрузок, принимая во внимание данные о здоровье и подготовленности спортсменов. Для того, чтобы избежать получение травмы, разрешалось увеличивать вес отягощений не более, чем на четыре килограмма и лишь в том случае, если атлет смог дважды поднять предыдущий вес. Все попытки добавлять вес «на удачу» Краевским строго пресекались.
С членами кружка по занятиям спортивной борьбы занимался известный борец В. А. Пытлясинский с девизом «борьба и джентльменство должны быть неотделимы друг от друга». Членами кружка Краевского были многие выдающиеся российские атлеты: С. И. Елисеев, И. В. Лебедев, Г. Гаккеншмидт, Г. И. Рибопьер, братья Гвидо и К. Мейеры, В. А. Пытлясинский, Знаменский А. В. (под псевдонимом Вильямс Моор-Знаменский) и многие другие, ставшие известными всему миру. Некоторые из членов кружка, проявив блестящие организаторские способности, сами стали руководителями атлетических организаций и с успехом продолжили дело В. Ф. Краевского как, например, граф Георгий Иванович Рибопьер.
В кружке любителей атлетики Краевского занимались также многие видные деятели науки и искусства: доктор археологии и истории Н. П. Лихачёв, художники И. Г. Мясоедов и Н. И. Кравченко, артисты В. Н. Давыдов, К. А. Варламов и другие.
Глубокие познания В. Ф. Краевского в области медицины, психологии, истории физической культуры, методики применения физических упражнений, организаторские способности сделали его признанным лидером в тяжёлоатлетических видах спорта, включая поднятие тяжестей и борьбу. Он не только пропагандировал тяжёлую атлетику, проводил занятия, организовывал соревнования, но и сам активно занимался, демонстрируя завидные успехи в упражнениях со штангой уже пожилым человеком.
На I неофициальном чемпионате мира в Вене (1898) В. Ф. Краевского избирали председателем жюри. После чемпионата в неофициальной обстановке В. Ф. Краевский выступил сам и поразил присутствующих высокими для своего возраста спортивными результатами в упражнениях с шаровой штангой. Личный пример, энтузиазм, авторитет В. Ф. Краевского, популярность его кружка, выдающиеся достижения учеников оказали большое влияние на развитие тяжёлой атлетики в России. К началу XX века атлетические кружки, арены, клубы любителей атлетики стали создаваться и в других крупных городах: Москве, Рига, Киеве, Тифлисе, Ревеле, Уфе, Одессе, Курске, Воронеже, Твери.
Занятия включали в себя упражнения гимнастики без отягощений и с лёгкими гантелями, жим над головой, рывок и толчок штанги и гири одной рукой и двумя, а также плавание, бег, прыжки, велосипед, коньки и лыжи. Становая тяга и приседания со штангой шли в конце тренировок. Применялись также и силовые «неклассические» упражнения: подъём на бицепс гирь разных весов, притягивание на бицепсы с висячих рук, выжимания и толчки парных «бульдогов» — взяв на грудь, их жали поочерёдно каждой рукой, чем достигалась разносторонность развития всех мышечных групп.
Занятия кружка посещали артисты цирка, оперы и балета, большинство из которых Краевский знал как врач Дирекции Императорских театров и как дежурный врач Мариинского театра, борцов и атлетов, — любителей и профессионалов, местных и иностранцев.
К Краевскому за консультациями по технике выполнения упражнений и методикам проведения занятий приезжали любители атлетики со всех городов России. Посетители часто принимали участие в занятиях кружка и демонстрировали свои оригинальные упражнения.
В своих работах Краевский показал превосходное знание истории физической культуры, существовавших ранее и современных ему систем гимнастики. Особое внимание он уделил лечебной гимнастике и предложил свою «Схему врачебно-гимнастических приёмов», сопроводив её подробными комментариями. В. Ф. Краевский, в частности, хорошо знал шведскую гимнастику, отмечал её лечебную роль. Он ознакомился с имевшимися в Петербурге аппаратами для лечебной гимнастики Густава Цандера и дал им положительную оценку.
В. Ф. Краевский изучал всю доступную литературу по физической культуре, хорошо знал труды П. Ф. Лесгафта, поддерживал его стремление найти наиболее рациональную, последовательную методику использования физических упражнений. В связи с этим Краевский писал: «…в шведской гимнастике нельзя ещё видеть строгое научное основание. Опыты с последней целью проделываются нашим профессором Лесгафтом, который в своей системе предлагает детальные принципы анатомии и физиологии органов движения и отыскивает рациональный переход от простых упражнений к сложным».
Многие методические рекомендации В. Ф. Краевского сохранили свою значимость и в наши дни. В их числе — обязательный врачебный контроль за состоянием здоровья занимающихся, регулярность занятий и последовательность в увеличении нагрузки, разносторонность физического развития, укрепление здоровья, закаливание, соблюдение гигиенических правил (в особенности режима дня) и отказ от алкоголя и курения.
Личный пример, энтузиазм, авторитет В. Ф. Краевского, популярность его кружка, выдающиеся достижения его учеников оказали большое влияние на развитие тяжёлой атлетики в России.

## Штанга Краевского
Краевский создал разборную штангу оригинальной конструкции, с тремя отметками (одна в центре грифа для подъёма одной рукой, и две по краям) и дисками весом от двух до четырёх фунтов. С 1897 года эту штангу стали применять на соревнованиях. Позднее её улучшили — до 1917 года С. Д. Дмитриев (Москва) и в советское время Ян Спарре и тяжелоатлет, изобретатель «кошелевской штанги» Н. И. Кошелев.

## Память
- В Ленинграде, а затем и в ЦОП по тяжёлой атлетике в Тярлево, проводился ежегодный турнир по тяжёлой атлетике и классической борьбе памяти В. Ф. Краевского.
- Фонд инноваций в медицине и спорте «Гераклион» ежегодно проводит турнир «Кубок Краевского», на котором участники соревнуются в старинных подъёмах и пытаются побить рекорды силачей прошлого.
- Санкт-Петербургское государственное бюджетное учреждение официально называется «Спортивная школа олимпийского резерва силовых видов спорта имени В. Ф. Краевского»[13].
- 27 июля 2017 года В. Ф. Краевскому в Москве на территории СК «Салют Гераклион» открыт памятник[14].